# Eugnathogobius microps
Eugnathogobius microps és una espècie de peix de la família dels gòbids i de l'ordre dels perciformes.

## Morfologia
- Els mascles poden assolir 2,7 cm de longitud total.[6][7]

## Hàbitat
És un peix de clima tropical i demersal.

## Distribució geogràfica
Es troba a Àsia: Tailàndia.

## Observacions
És inofensiu per als humans.